# Gasteria brachyphylla
Gasteria brachyphylla es una especie de planta suculenta perteneciente a la familia Xanthorrhoeaceae. Es originaria de Sudáfrica.

## Descripción
Es una planta herbácea perennifolia, suculenta con tallo de 3 a 23 cm de largo, a una altitud de 1000 metros en Sudáfrica.

## Taxonomía
Gasteria brachyphylla fue descrita por (Salm-Dyck) van Jaarsv. y publicado en  Aloe 29(1): 19, en el año 1992.
Variedades aceptadas
- Gasteria brachyphylla var. brachyphylla

Sinonimia
- Aloe brachyphylla Salm-Dyck basónimo[4]